# 9423 Abt
9423 Abt è un asteroide della fascia principale. Scoperto nel 1996, presenta un'orbita caratterizzata da un semiasse maggiore pari a 2,6937826 UA e da un'eccentricità di 0,0987945, inclinata di 8,83800° rispetto all'eclittica.